# Lahdo Sharro
Lahdo Sharro, född 5 augusti 1970, är en svensk sportdomare, som bland annat har dömt i ett flertal evenemang inom basket. Han är sedan flera år tillbaka bosatt i Södertälje.

## Domare i basket
Sharro, som själv har haft en aktiv karriär som basketspelare, har varit tävlingsdomare för Svenska basketligan, samt även för en del landskamper och internationella mästerskap, såsom 2003 års upplaga av det kvinnliga basket-EM (finalen). I mars 2008 anklagades han för att bland annat ha skrikit grova könsord till representanterna för basketklubben Sundsvall Dragons, som han dessutom hade varit i bråk med i flera år. I oktober 2012 var han även domare för en basketmatch mellan 08 Stockholm och Norrköping Dolphins, där han bland annat delade ut fyra stycken tekniska fouls till Norrköping Dolphins, under en period på två minuter. Dolphins rasade därefter mot Sharro och hans bedömningar i matchen, och hotade dessutom med att återigen lämna den svenska basketligan på grund av sin stora förlust mot det vinnande laget 08 Stockholm.
I december 2013 meddelade tidningen LT att Sharro hade blivit avstängd som basketdomare av Svenska Basketbollförbundet, något som han överklagade till Riksidrottsnämnden och dess högsta domstol inom idrott. Han blev inte godkänd till att börja döma igen, trots att han hade fått rätt på sin inlämnade överklagan.

## Domare i Gladiatorerna
Inför 2012 års återuppståndelse av TV-programmet Gladiatorerna på TV4 så togs Sharro in som ersättningsdomare för Dag "Daggen" Olsson och Steve Galloway, som hade varit domare mellan åren 2000 och 2004. Han blev vid ett tillfälle i programmet slängd i golvet av gladiatorn Pansar (Peter Bláha), då han försökte hindra denne från att ge sig på en av utmanarna i programmet. Han var domare fram till den sjunde säsongen år 2013, den åttonde säsongen år 2014 blev han ersatt av ishockeydomaren Ulf Rådbjer.